# 雅域集團
雅域集團有限公司，簡稱雅域集團（英語：Artfield Group Limited，港交所除牌時1229.HK），在2009年7月21日更名安中資源實業有限公司之前，經營生產及銷售各類時鐘產品，也是在1984年，由葉耀東創立。
在1995年在香港交易所主板上市，但由於長期虧損，故此曾已收購失敗的華懋集團來換取上市，但在未能得到股東支持，已成為失效，故此現時由主席羅方紅，以及王翔飛等股東取代，即現時由南南資源實業有限公司開始。

## 連結
- Artfield.com.hk （页面存档备份，存于）